# Otto Lehmann-Rußbüldt
Otto Lehmann-Rußbüldt (geboren 1. Januar 1873 in Berlin; gestorben 7. Oktober 1964 ebenda) war ein deutscher Pazifist und politischer Publizist.

## Leben
Der Sohn eines Zollbeamten und gelernte Buchhändler Lehmann-Rußbüldt war aktives Mitglied im Giordano-Bruno-Bund wurde ein aktiver Unterstützer der Kirchenaustrittsbewegung. Er gehörte im Ersten Weltkrieg zu den Mitbegründern des Bundes Neues Vaterland, der nach dem Krieg in die Deutsche Liga für Menschenrechte umbenannt wurde. In der Weimarer Republik gehörte er zu den führenden Vertretern der deutschen Friedensbewegung. Von 1922 bis 1926 war er Generalsekretär der Deutschen Liga für Menschenrechte.
Nach der Machtübergabe an die Nationalsozialisten 1933 war er kurzzeitig inhaftiert. Im Herbst des Jahres emigrierte er in die Niederlande und anschließend in das Vereinigte Königreich. Lehmann-Rußbüldt gehörte zu den 33 Deutschen, die am 23. August 1933 auf der ersten Ausbürgerungsliste der Nationalsozialisten standen. Im Exil arbeitete er für deutsche Emigrantenzeitungen und gab von 1941 bis 1946 den Rundbrief des Flüchtlings heraus.
1951 kehrte er nach Deutschland zurück.

## Ehrungen
- 1953: Großes Verdienstkreuz der Bundesrepublik Deutschland.
- 1962: Carl-von-Ossietzky-Medaille. Lehmann-Rußbüldt war der erste Träger des seitdem jährlich von der Internationalen Liga für Menschenrechte verliehenen Preises.

## Werke
- Die Schöpfung der Vereinigten Staaten von Europa. Verlag Neues Vaterland, Berlin 1914 (anonym erschienen).
- Jung-Frühling. (autobiografischer Roman) Berlin 1919.
- Die Brücke über den Abgrund. Für die Verständigung zwischen Deutschland und Frankreich. Berlin o. J. (1922).
- Carl Mertens, Otto Lehmann-Rußbüldt, Konrad Widerhold (Hrsg.): Die deutsche Militärpolitik seit 1918. Berlin 1926
- Der Kampf der Deutschen Liga für Menschenrechte, vormals Bund Neues Vaterland, für den Weltfrieden 1914–1927. Berlin 1927.
- Die blutige Internationale der Rüstungsindustrie. Berlin 1929.
- Die Revolution des Friedens. Berlin 1932.
- Germany’s Airforce. Allen and Unwin, London 1935.
- Wer rettet Europa? Die Aufgabe der kleinen Staaten. Zürich 1936.
- Aggression. The origin of Germany’s war machine. Hutchinson, London 1942.
- Should and could the Jews return to Germany? Drummond, London 1944.
- Landesverteidigung. Vortrag vor deutschen Kriegsgefangenen in England. Hamburger Kulturverlag, Hamburg 1947.